# Jelle Mannaerts
Jelle Mannaerts (Lommel, 14 oktober 1991) is een gewezen Belgisch wielrenner die in oktober 2020 de fiets aan de haak hing.

## Carrière
In maart 2014 sprintte Mannaerts naar de zevende plaats in de Handzame Classic. Een seizoen later werd hij onder meer zesde in de Nationale Sluitingsprijs. Het dichtst bij een zege kwam hij in 2017, toen hij in De Kustpijl enkel Christophe Noppe voor zich moet dulden. In 2019 won hij het Belgisch kampioenschap wielrennen voor elite zonder contract.

## Ploegen
- 2014 –  Vérandas Willems
- 2015 –  Superano Ham-Isorex[1]
- 2016 –  Superano Ham-Isorex
- 2017 –  Tarteletto-Isorex
- 2018 –  Tarteletto-Isorex
- 2019 -  Tarteletto-Isorex tot augustus 2019
- 2020 -  Hubo – Titan Cargo CT

## Travia
Hij is de schoonbroer van wielrenner Jordi Meeus.
Bille · Burton · Carnevali · Convens · De Troch · de Winter · Goolaerts · Mannaerts · Mertz · Pardini · Smeyers · Touquet · Vanderaerden · Vandyck · Vereecken · Wastyn · Wauters · Van Gucht (stagiair)
Boucher · Boussaer · Brayan-Lund · Cant · De Groote · De Jonghe · De Rooze · Leigh · Maes · Mannaerts · Ruijgh · Scheire · Sefa · A. Stockman · M. Stockman · Torres · Tzortzakis · Verhelst